# گروه هم‌نوازان شیدا
گروه همنوازان شیدا نام یک گروه موسیقی می‌باشد که توسط محمدرضا لطفی پایه‌گذاری شد. لطفی در گذشته سرپرست و بنیان‌گذار گروه شیدا بود و پس از بازگشت به ایران گروه‌های سه‌گانهٔ بازسازی شیدا، همنوازان شیدا و بانوان شیدا را تأسیس کرد. از جمله آثار این گروه می‌توان به آلبوم وطنم ایران با صدای محمد معتمدی اشاره کرد. در اوایل سال ۱۳۹۳ لطفی، بنیان‌گذار، آهنگ ساز و سرپرست این گروه موسیقی درگذشت و فعالیت آن برای همیشه متوقف شد.

## آلبوم‌ها
در طول فعالیت‌های گروه همنوازان شیدا این آثار اجرا شده‌اند:
- یادواره استاد نورعلی برومند
- وطنم ایران
- یادواره عارف قزوینی
- سایه جان
- کنسرت هنر گام زمان
- آلبوم هنر گام زمان[۷]
- جادوی سکوت